# غولي (إيران)
غولي هي قرية في مقاطعة شاهين دج، إيران. يقدر عدد سكانها بـ 23 نسمة بحسب إحصاء 2016.